# Rozeille
Rozeille – rzeka we Francji, przepływająca przez teren departamentu Creuse, o długości 34,2 km. Stanowi dopływ rzeki Creuse.